# 칸 (프로게이머)
칸(본명: 김동하, 1995년 12월 22일 ~ )은 대한민국의 전직 리그 오브 레전드 프로게이머로 현역 시절 포지션은 탑 라이너였다. 아이디는 Khan이다.

## 선수 생활
2013년 10월 9일, 프라임 옵티머스에 입단하면서 프로 커리어를 시작했다. 김동하는 프라임 옵티머스 소속으로 NLB 윈터 2013-14 시즌과 2013-14 시즌에 참가했다.
2014년 7월, 중국의 팀 WE의 아카데미 팀에 합류했다.
2014년 12월에는 팀 WE 퓨처 소속으로 활동했다.
2015년 5월 13일에는 뉴비 팀에 입단했다.
2016년 1월에는 뉴비 영 팀으로 이적했다.
2017 서머 시즌을 앞두고 롱주 게이밍에 입단했다. 롱주에서는 팀의 주전 탑 라이너로 활약했으며 팀의 포스트 시즌 진출에 일조했다. SK텔레콤 T1과의 결승전에서 좋은 활약상을 보여주면서 팀을 우승시켰고, 결승전 MVP에 선정되었다. 2017 롤드컵에서는 팀의 8강 진출에 기여했다.
2018 스프링 시즌에서도 팀의 주전으로 자리매김하였다. 2018년 1월 31일에 치러진 락스 타이거즈와의 경기에서 1세트 쿼드라킬, 2세트 펜타킬이라는 엄청난 활약을 보여주면서 팀의 승리를 이끌었다. 이번 시즌에서도 팀의 결승진출에 공헌했으며 결승전에서 팀의 우승에 공헌했다. 하지만 스프링 우승으로 참가한 MSI에서는 한계점을 드러내면서 준우승을 차지했다. 2018 서머 시즌에는 다른 팀원들이 무너지는 와중 팀의 중심을 지키는 모습을 보여주었다. 결국 팀을 다시 한 번 포스트 시즌에 진출시키는데 성공했으며 시즌 종료 이후 정규리그 MVP를 수상했다. 리프트 라이벌즈 2018에 참가했으며 준우승을 거두었다.
2019 시즌을 앞두고 SK텔레콤 T1에 입단했다. SK텔레콤에서도 팀의 주전 탑 라이너로 활약했다. 스프링 시즌에서는 압도적인 모습을 보이면서 팀의 우승에 공헌했다. 스프링 시즌 우승으로 참가한 MSI에서는 4강에서의 탑 차이를 막지 못하며 패배의 원인이 되었다. 2019 서머 시즌에서는 초반 부침을 겪었으나 폼을 회복하면서 팀의 우승에 기여했다. 리프트 라이벌즈 2019에 참가하며 팀의 우승에 기여했다. 롤드컵에서는 대회에서 가장 많은 솔로킬을 내면서 팀의 해결사 역할을 하였다. 하지만 팀은 4강에서 탈락했다.
2020 시즌을 앞두고 중국의 펀플러스 피닉스에 입단했다. 스프링 시즌에서는 김군의 서브 선수로 활동하며 5경기에 출전했다. 하지만 나올 때마다 불안한 모습을 보이기도 했다. 스프링 종료 이후 미드 시즌 컵에 참가했다. 서머 시즌에는 부진에 빠지면서 무너지는 모습을 보여주었다.
2021시즌을 앞두고 DWG KIA에 입단했다. 칸은 스프링 기간 동안 담원의 주전 탑 라이너로 활동했으며 팀의 우승에 기여했다. 시즌 종료 이후 올프로 퍼스트 팀 탑 라이너에 선정되었다. 스프링 우승으로 참가한 2021 MSI에서는 오락가락한 폼을 보여주었다. 하지만 결승전에서는 보다 각성한 모습을 보여주었다. 그러나 팀은 패배하면서 준우승에 그쳤다. 서머 시즌에서도 팀의 주전 탑 라이너로 활동했으며 팀의 서머 시즌 우승에 공헌했다. 리그 오브 레전드 월드 챔피언십 2021에서 팀의 로스터에 합류하면서 참여하였다. 칸은 롤드컵 기간 동안 주전 탑 라이너로 활동하면서 팀의 결승 진출에 기여했다. 하지만 결승전에서 에드워드 게이밍에게 패배하면서 준우승에 머무르고 말았다.
2021년 롤드컵이 종료된 이후 현역 은퇴를 선언했다.

## 은퇴 이후
은퇴 이후인 2021년 12월, 담원의 전속 스트리머로 합류했다.
2024년 11월 13일, 2025시즌을 앞두고 Dplus KIA의 어드바이저로 부임했다.

## 소속팀

### 선수
| #  | 팀명            | 소속 기간             | 소속 리그 | 비고 |
| -- | --------------- | --------------------- | --------- | ---- |
| 1  | 프라임 옵티머스 | 2013.10.09~2014.07.01 | LCK       |      |
| 2  | 팀 WE 아카데미  | 2014.07.01~2014.12.17 | LPL       |      |
| 3  | 팀 WE 퓨처      | 2014.12.23~2015.05.13 | LSPL      |      |
| 4  | 뉴비            | 2015.05.13~2016.01    | LSPL      |      |
| 5  | 뉴비 영         | 2016.01~2016.11.30    | LSPL      |      |
| 6  | QG 래퍼즈       | 2016.12.19~2017.05.20 | LPL       |      |
| 7  | 킹존 드래곤 X   | 2017.05.23~2018.11.19 | LCK       |      |
| 8  | SK텔레콤 T1     | 2018.11.22~2019.11.18 | LCK       |      |
| 9  | 펀플러스 피닉스 | 2019.12.16~2020.11.17 | LPL       |      |
| 10 | DWG KIA         | 2020.11.27~2021.11.16 | LCK       |      |

### 지도자
| # | 팀명      | 직책       | 소속 기간   | 소속 리그 | 비고 |
| - | --------- | ---------- | ----------- | --------- | ---- |
| 1 | Dplus KIA | 어드바이저 | 2024.11.13~ | LCK       |      |

## 수상 내역

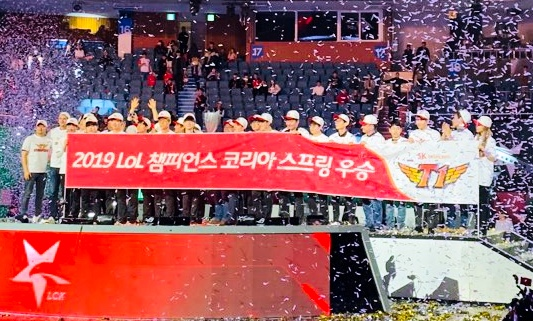
2019 LCK 스프링 우승 사진.

### 선수
- 리그 오브 레전드 세컨더리 프로리그 서머 2016 우승
- 리그 오브 레전드 챔피언스 코리아 서머 2017 우승
- 리그 오브 레전드 챔피언스 코리아 서머 2017 최우수선수
- 리그 오브 레전드 월드 챔피언십 2017 8강
- 리그 오브 레전드 챔피언스 코리아 스프링 2018 우승
- 리그 오브 레전드 챔피언스 코리아 스프링 2018 정규시즌 최우수선수
- 리그 오브 레전드 미드 시즌 인비테이셔널 2018 준우승
- 리프트 라이벌즈 2018 준우승
- 스무살우리 리그 오브 레전드 챔피언스 코리아 스프링 2019 우승
- 리그 오브 레전드 미드 시즌 인비테이셔널 2019 4강
- 리프트 라이벌즈 2019 우승
- 우리은행 리그 오브 레전드 챔피언스 코리아 서머 2019 우승
- 리그 오브 레전드 월드 챔피언십 2019 4강
- 2019 e스포츠 명예의 전당 스타즈
- e스포츠 명예의 전당 히어로즈
- 2020 미드 시즌 컵 준우승
- 2020 LoL KeSPA컵 울산 우승
- 리그 오브 레전드 챔피언스 코리아 스프링 2021 우승
- 리그 오브 레전드 챔피언스 코리아 스프링 2021 결승전 최우수선수
- 리그 오브 레전드 미드 시즌 인비테이셔널 2021 준우승
- 리그 오브 레전드 챔피언스 코리아 서머 2021 우승
- 리그 오브 레전드 월드 챔피언십 2021 준우승
- 2021 e스포츠 명예의 전당 스타즈
- 2021 LCK 어워드 포지션별 올해의 선수

### 지도자
- 2022년 항저우 아시안 게임 e스포츠 리그 오브 레전드 금메달 (대한민국)